# Тачі

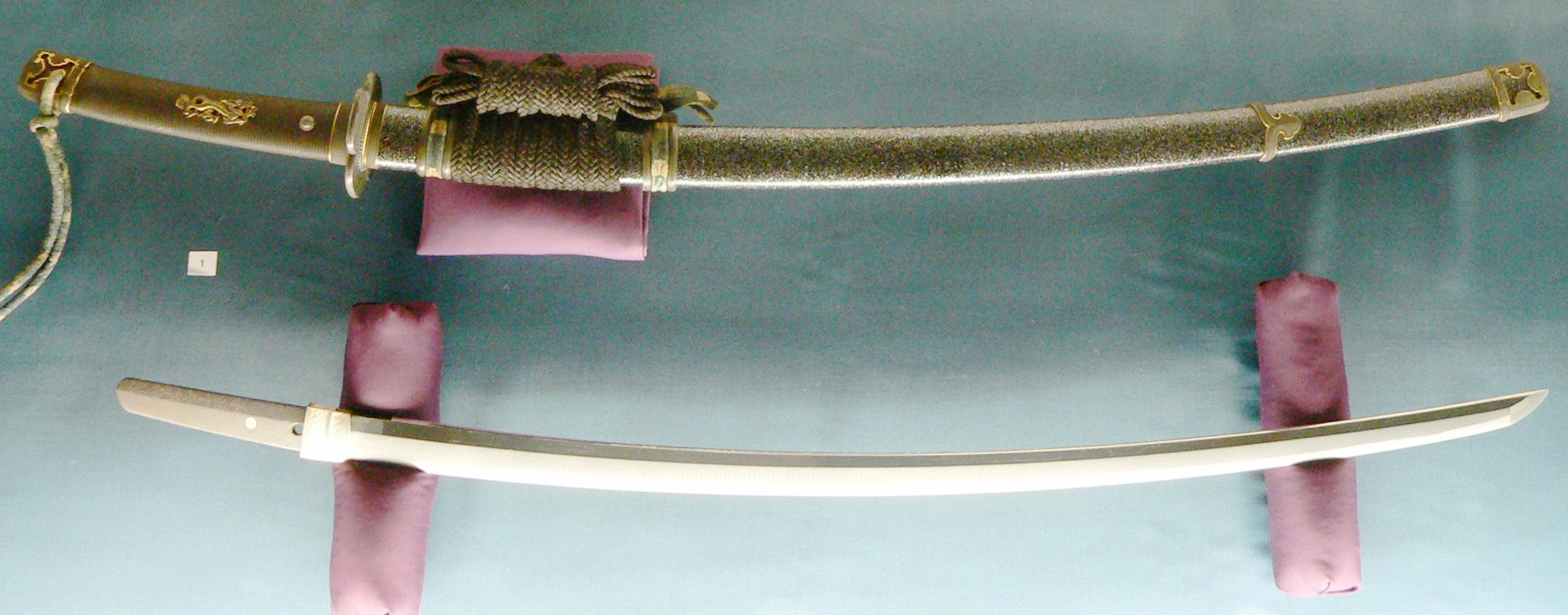
Таті роботи бідзенського коваля Осафуне Сукесади (1515)

```
Та́чі
[
1
]
 (
яп.
 
太刀, たち
, 
ромадзі
 
tachi
 
— «великий меч»
[
2
]
)
 
—
та́ті
[
3
]
, варіант 
транслітерації
 — довгий, великий, дворучний 
японський меч
. Також
 
— загальна назва усіх великих бойових японських мечів, що протиставлялися коротшим і легшим мечам типу 
катана
[
4
]
.
```

## Опис
Довжина леза — більше 60,6 см (понад 2 сяку). Носився на поясі на підвісках, паралельно до землі, лезом (вигином) донизу. На противагу цьому катану носили за поясом, лезом (вигином) догори.
До Х століття був прямим двосічним мечем, згодом став вигнутим односічним. Поділявся на церемоніальні й бойові підвиди. Перші мали розкішно прикрашені руків'я та піхви, із накладними стрічками, інкрустаціями чи малюнками. Залежно від металу прикрас, вирізняли золоті, срібні, вороні (сталеві) тачі.
З ХІІІ століття руків'я і піхви покривалися, зазвичай, кольоровою шнурівкою або шкірою тварин. Носився імператором, членами імператорського дому, придворними аристократами, заможними самураями рівня магнатів чи старшин. Часто використовувався у парі з малим мечем вакідзасі, або коротким мечем танто.

## Галерея

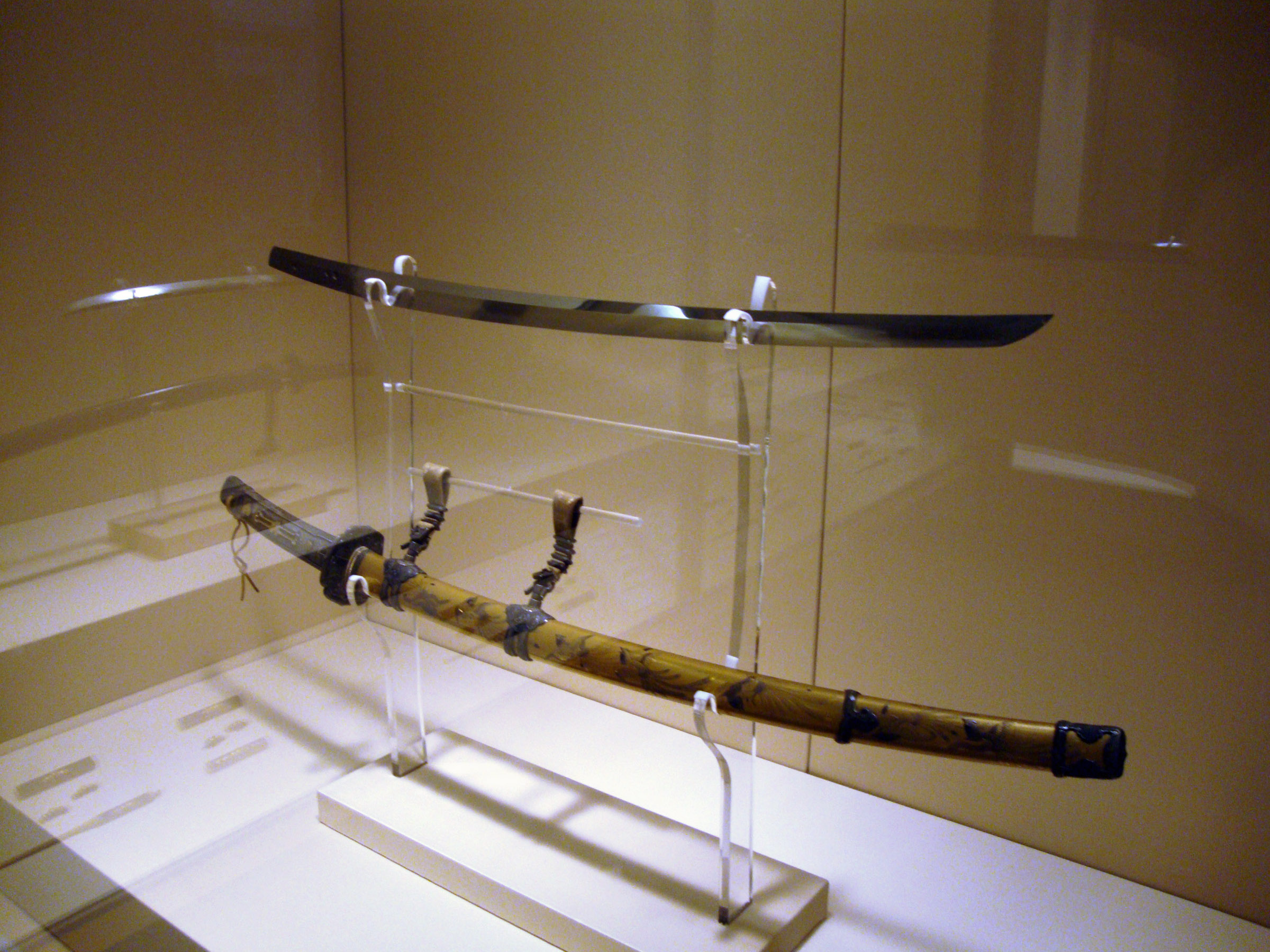
Гвардійський тачі
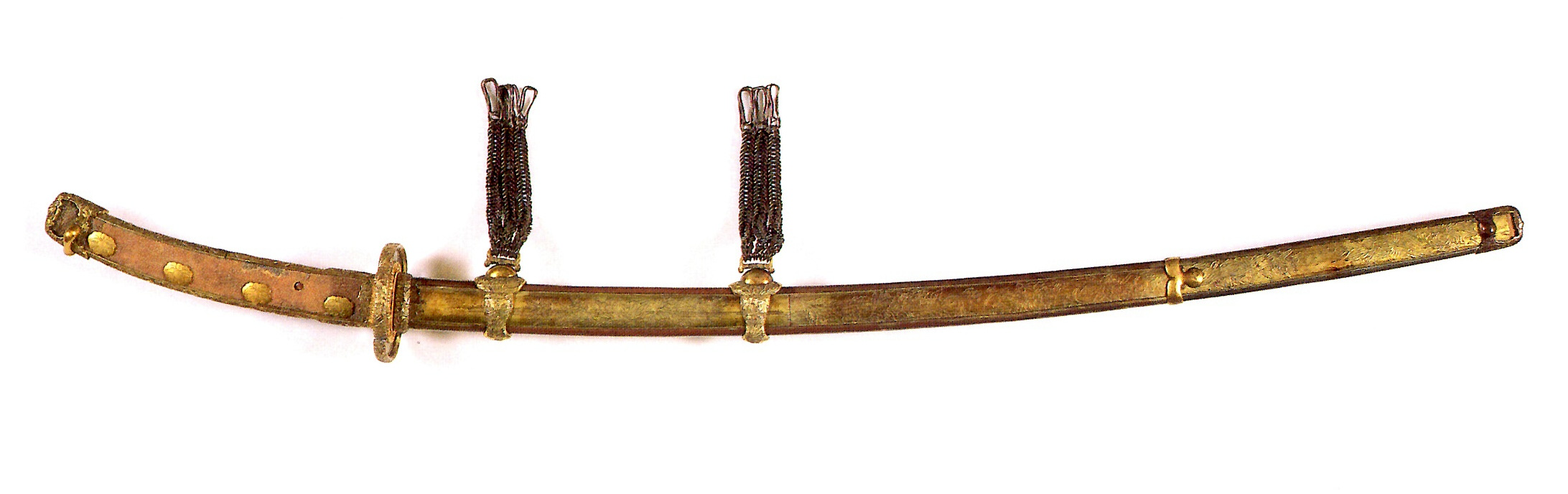
Тачі ХІІІ ст.
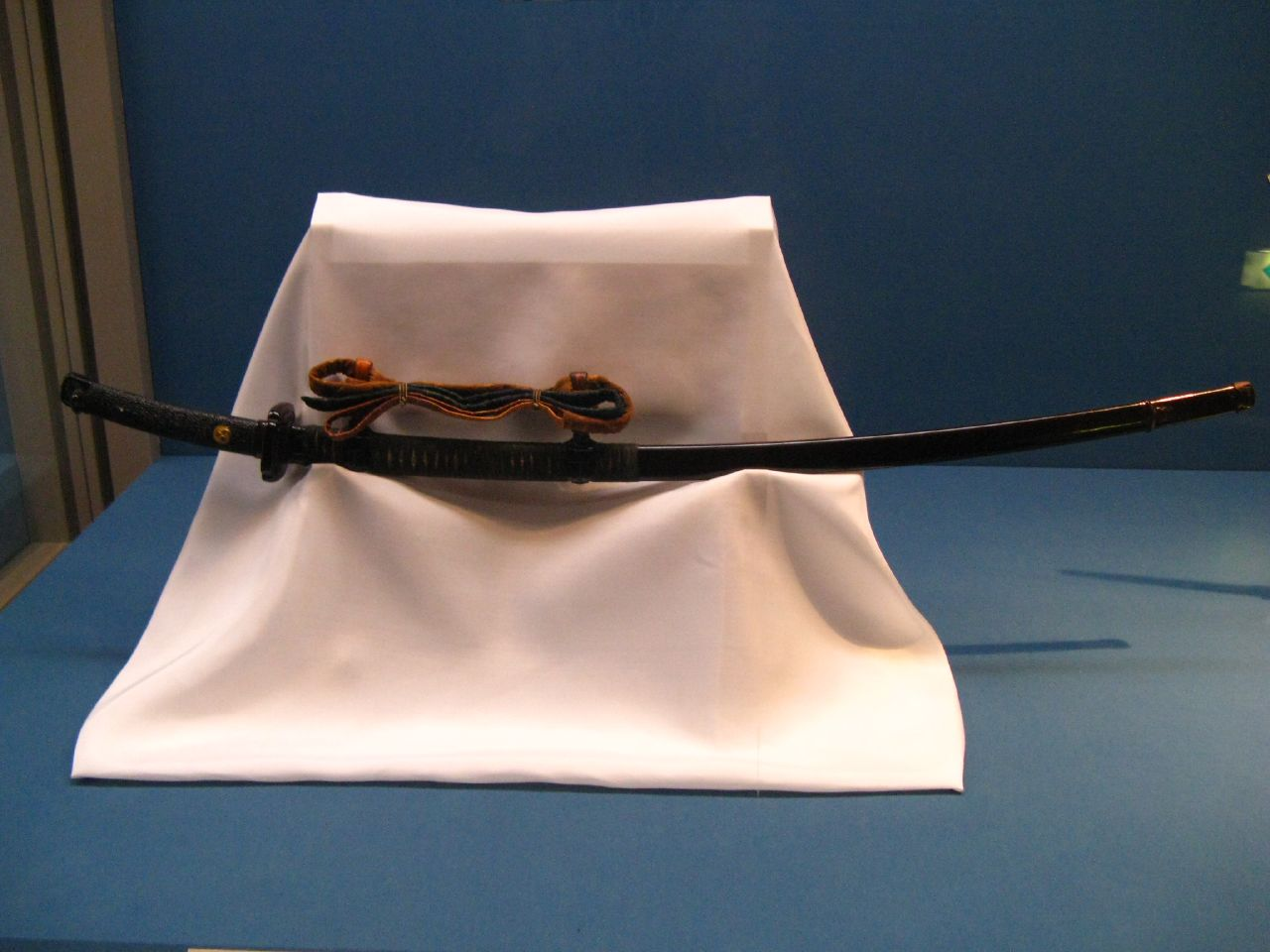
Тачі XIV ст.
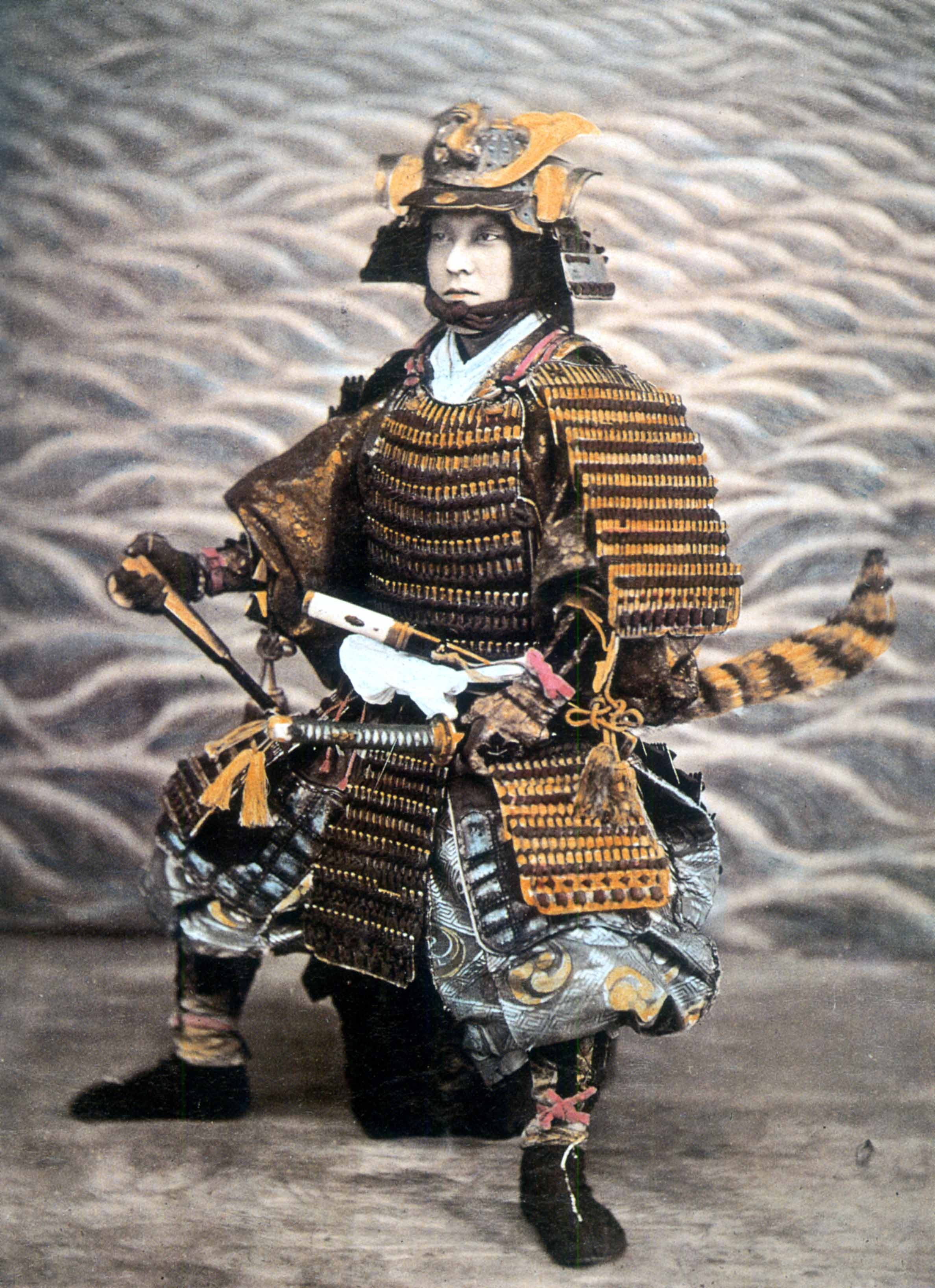
Тачі в «тигрових» піхвах.
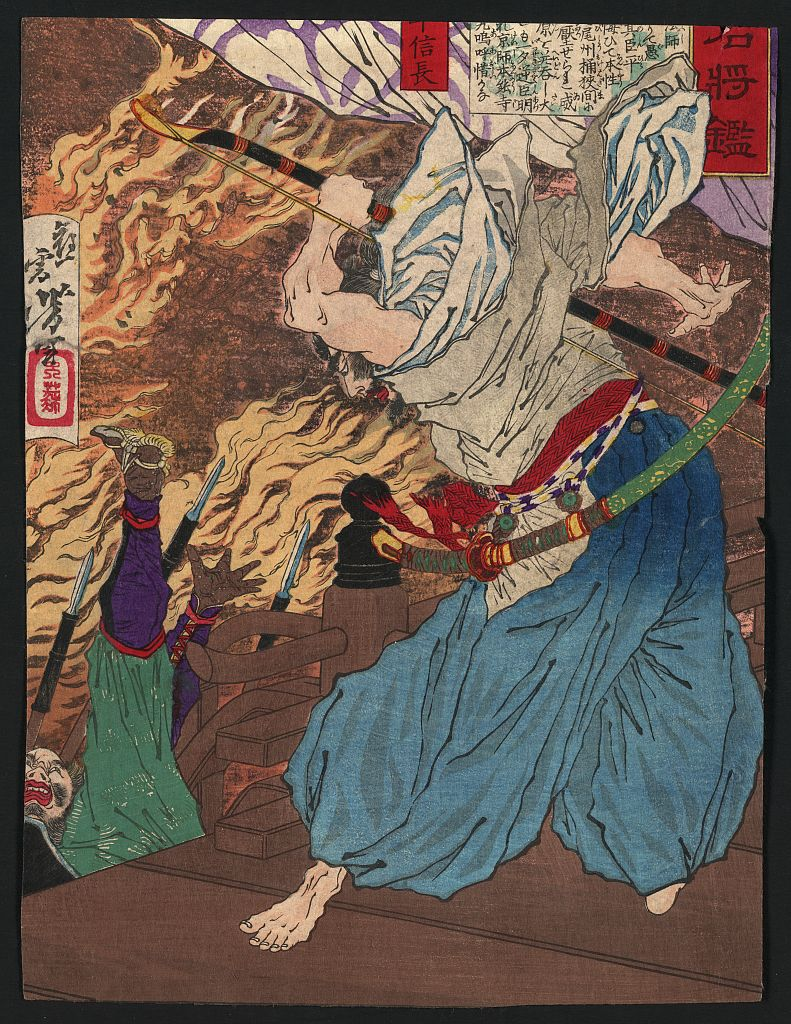
Ода Нобунаґа з тачі.
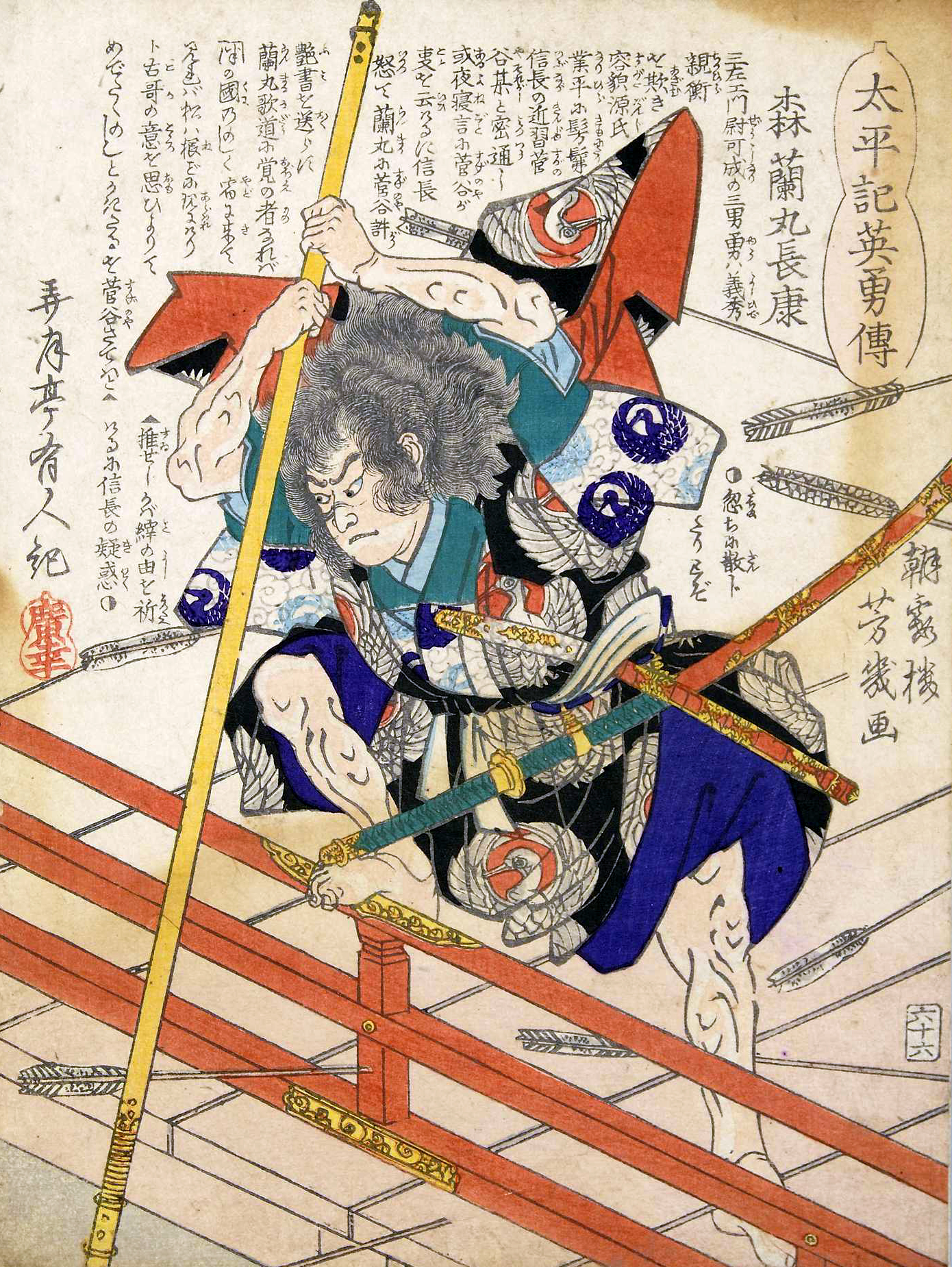
Морі Нарітоші з тачі й вакідзасі.
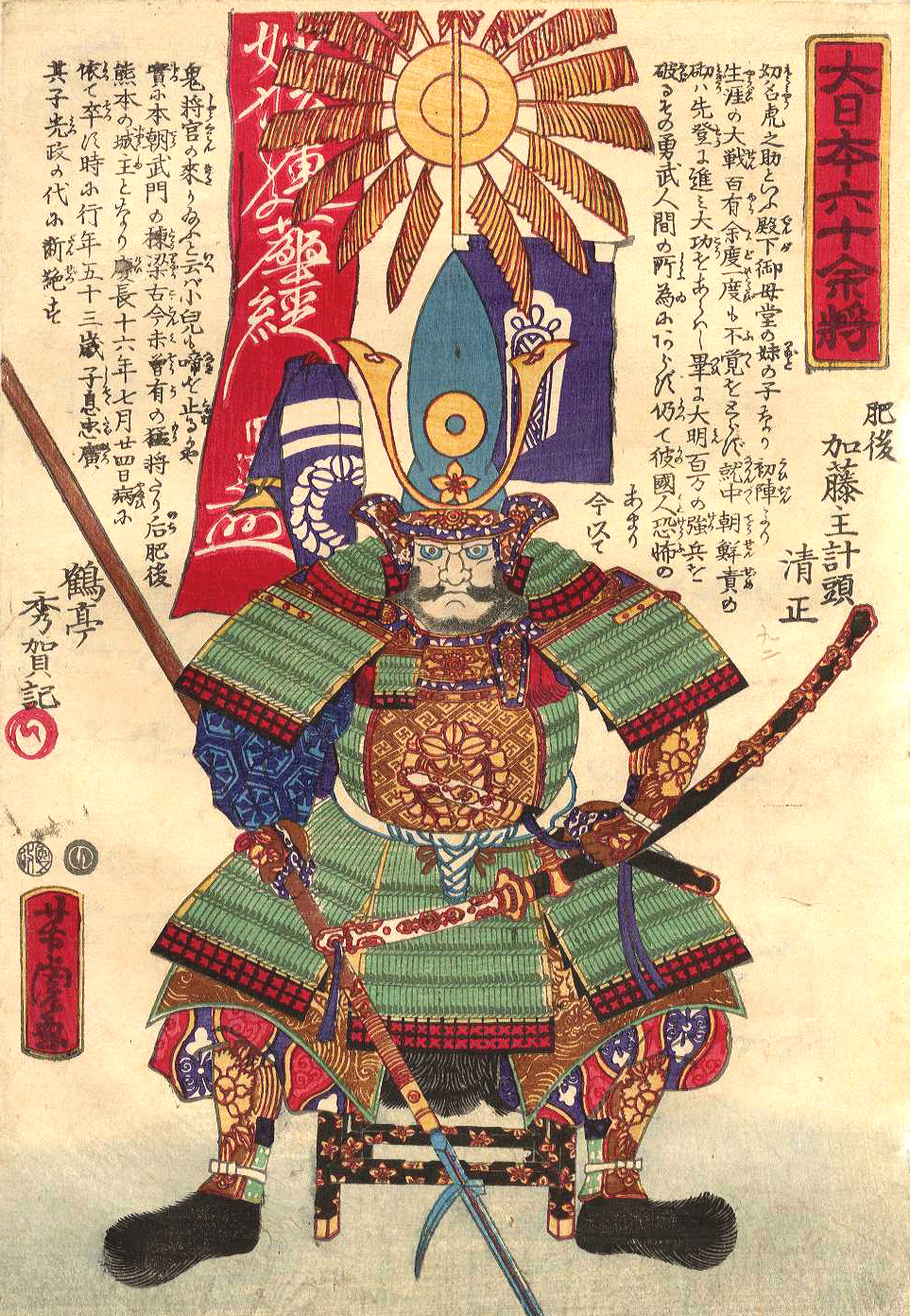
Като Кійомаса з тачі.

## Цікаві факти
- Шабля-риба (лат. Trichiurus lepturus) називається японською «рибою-таті» (太刀魚 — таті-уо).